# سيرتان يبجينوغلو
سيرتان يبجينوغلو (بالتركية: Sertan Yegenoglu)‏ (4 يناير 1995 بزيغبورغ في ألمانيا - ) هو لاعب كرة قدم تركي في مركز قلب الدفاع. لعب مع ميونخ 1860 وFC Hennef 05 ‏ وTSV 1860 Munich II ‏.

## وصلات خارجية
- سيرتان يبجينوغلو على موقع اتحاد تركيا (لاعب) (الإنجليزية)
- سيرتان يبجينوغلو على موقع قاعدة بيانات كرة القدم.إي يو (الإنجليزية)
- سيرتان يبجينوغلو على موقع بيانات كرة القدم. دي إي (الألمانية)
- سيرتان يبجينوغلو على موقع Soccerway.com (الإنجليزية)
- سيرتان يبجينوغلو على موقع عالم كرة القدم.نت (الإنجليزية)